# Cykling under sommer-OL 2016 – Holdsprint (herrer)
Banecyklingens holdsprint for herrer under sommer-OL 2016 foregik i Rio Olympic Velodrome 11. august. Storbritannien med Philip Hindes, Jason Kenny og Callum Skinner vandt og satte ny olympisk rekord.

## Resultater

### Kvalifikation
| Rang | Land           | Ryttere                                          | Tid        | Noter |
| ---- | -------------- | ------------------------------------------------ | ---------- | ----- |
| 1    | Storbritannien | Philip Hindes Jason Kenny Callum Skinner         | 42.562, OR | Q     |
| 2    | New Zealand    | Ethan Mitchell Sam Webster Edward Dawkins        | 42.673     | Q     |
| 3    | Australien     | Nathan Hart Matthew Glaetzer Patrick Constable   | 43.158     | Q     |
| 4    | Frankrig       | Grégory Baugé François Pervis Michaël D'Almeida  | 43.185     | Q     |
| 5    | Polen          | Rafał Sarnecki Damian Zieliński Krzysztof Maksel | 43.297     | Q     |
| 6    | Holland        | Jeffrey Hoogland Theo Bos Matthijs Buchli        | 43.688     | Q     |
| 7    | Tyskland       | Rene Enders Joachim Eilers Maximilian Levy       | 43.711     | Q     |
| 8    | Venezuela      | Cesar Marcano Hersony Canelon Angel Pulgar       | 44.263     | Q     |
| 9    | Sydkorea       | Je-Yong Son Chae-Bin Im Dong-Jin Kang            | xx.xxx     |       |

### Første runde
| Heat | Land           | Tid        | Rang |
| ---- | -------------- | ---------- | ---- |
| 1    | Frankrig       | 43.153     |      |
| 1    | Polen          | 43.555     | 7    |
| 2    | Australien     | 43.166     |      |
| 2    | Holland        | 43.552     | 6    |
| 3    | New Zealand    | 42.535, OR |      |
| 3    | Tyskland       | 43.455     | 5    |
| 4    | Storbritannien | 42.640     |      |
| 4    | Venezuela      | 44.486     | 8    |

### Finaler
| Match  | Land           | Tid        | Rang |
| ------ | -------------- | ---------- | ---- |
| Guld   | Storbritannien | 42.440, OR | 1    |
| Guld   | New Zealand    | 42.542     | 2    |
| Bronze | Frankrig       | 43.143     | 3    |
| Bronze | Australien     | 43.298     | 4    |

### Samlede resultat
| Rang | Land           | Ryttere                                          |
| ---- | -------------- | ------------------------------------------------ |
| 1    | Storbritannien | Philip Hindes Jason Kenny Callum Skinner         |
| 2    | New Zealand    | Ethan Mitchell Sam Webster Edward Dawkins        |
| 3    | Frankrig       | Grégory Baugé François Pervis Michaël D'Almeida  |
| 4    | Australien     | Nathan Hart Matthew Glaetzer Patrick Constable   |
| 5    | Tyskland       | Rene Enders Joachim Eilers Maximilian Levy       |
| 6    | Holland        | Jeffrey Hoogland Theo Bos Matthijs Buchli        |
| 7    | Polen          | Rafał Sarnecki Damian Zieliński Krzysztof Maksel |
| 8    | Venezuela      | Cesar Marcano Hersony Canelon Angel Pulgar       |
| 9    | Sydkorea       | Je-Yong Son Chae-Bin Im Dong-Jin Kang            |